# Roman Groński
Roman Groński ps. „Żbik”, „Andrzej Szumski” (ur. 28 lutego 1926 w Kraśniku, zm. 7 marca 1949 w Warszawie) – porucznik, żołnierz Armii Krajowej, członek Zrzeszenia „Wolność i Niezawisłość”, stracony w więzieniu mokotowskim.

## Życiorys

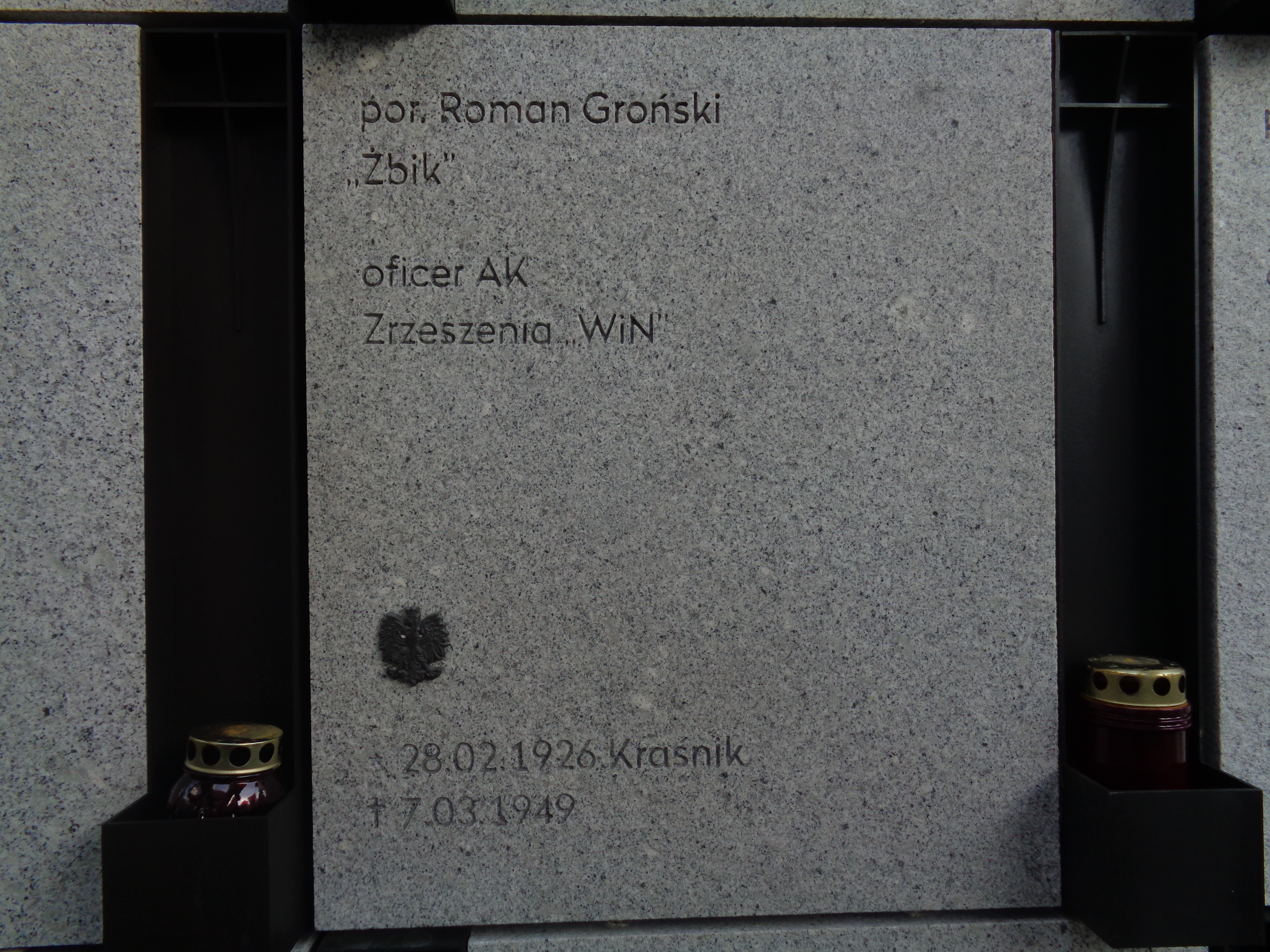
Grób Romana Grońskiego na Cmentarzu Wojskowym na Powązkach

Był synem Konstantego i Janiny z domu Ciechońskiej. Był ślusarzem, uczył się w szkole mechanicznej. Od listopada 1943 r. ukrywał się, obawiając się wywózki na roboty przymusowe do Niemiec.
W marcu 1944 nawiązał kontakt z Hieronimem Dekutowskim „Zaporą” i wstąpił do jego oddziału AK. 
Przyjął pseudonim „Żbik” i otrzymał przydział do patrolu Januarego Rusena „Kordiana”. Uczestniczył w pięciu akcjach bojowych na transporty niemieckie. Po wkroczeniu wojsk sowieckich na teren Lubelszczyzny, zgodnie z rozkazem „Zapory” wrócił do domu rodzinnego w Kraśniku. Kilka miesięcy później, już w lipcu 1945 r. ponownie wstąpił do działającego na tym terenie oddziału „Zapory”, podlegającego Delegaturze Sił Zbrojnych na Kraj, a później Inspektoratowi Lublin Zrzeszenia „Wolność i Niezawisłość”.
Uczestniczył w wielu akcjach bojowych przeciw komunistycznemu aparatowi bezpieczeństwa, m.in. wspólnie ze Zbigniewem Sochackim odbił ze szpitala pilnowanego przez milicjantów rannego żołnierza oddziału Stanisława Wnuka „Opala” – Henryka Pałkę „Modrzewia”. W 1946 r. był dowódcą grupy likwidacyjnej, czyli żandarmerii, o kryptonimie „3/IV”. W styczniu 1947 „Zapora” mianował go dowódcą jednego z pododdziałów.
Wiosną 1947 r. nie ujawnił się w czasie tzw. amnestii dla podziemia niepodległościowego i jesienią 1947 r. wraz z grupą żołnierzy mjr. Hieronima Dekutowskiego „Zapory” zagrożonych aresztowaniem podjął próbę ucieczki na Zachód. Jednak w wyniku zdrady i prowokacji zorganizowanej przez UB w Katowicach wszyscy oni zostali podstępnie aresztowani w punkcie kontaktowym w Nysie. Roman Groński został tam zatrzymany 16 września 1947 roku. Następnie trafił do centralnego więzienia MBP w Warszawie na Mokotowie, gdzie przeszedł okrutne śledztwo.
Wyrokiem Wojskowego Sądu Rejonowego w Warszawie z 14 listopada 1948 r. został przez sędziów: majora Józefa Badeckiego, kapitana Józefa Kanteckiego i kaprala Ryszarda Wasilewskiego skazany na karę śmierci. Wyrok podtrzymał Najwyższy Sąd Wojskowy w składzie pułkownik Józef Dziowe, podpułkownik Alfred Janowski i pułkownik Józef Warecki, a prezydent Bierut decyzją 28 lutego 1949 nie skorzystał z prawa łaski.
Porucznik Roman Groński został stracony 7 marca 1949 r. razem z sześcioma towarzyszami walki: majorem Hieronimem Dekutowskim, Stanisławem Łukasikiem, Jerzym Miatkowskim, Tadeuszem Pelakiem, Edmundem Tudrujem i Arkadiuszem Wasilewskim w więzieniu mokotowskim przy ul. Rakowieckiej w Warszawie. Jego zwłoki zostały przez organa bezpieczeństwa publicznego potajemnie pogrzebane na tzw. „Łączce” na Cmentarzu Wojskowym na Powązkach. 23 maja 1994 r. został zrehabilitowany wyrokiem Sądu Wojskowego w Warszawie.

### Identyfikacja
Trwające kilkadziesiąt lat poszukiwania miejsca spoczynku ofiary komunistycznego mordu zostały uwieńczone sukcesem. Latem 2012 badacze Instytutu Pamięci Narodowej działający pod kierunkiem prof. Krzysztofa Szwagrzyka odkryli i zabezpieczyli jego szczątki podczas prac ekshumacyjnych na terenie Kwatery na Łączce, na warszawskich Powązkach. 28 lutego 2014 Rada Ochrony Pamięci Walk i Męczeństwa, Pomorski Uniwersytet Medyczny w Szczecinie i Instytut Pamięci Narodowej ogłosiły, że zidentyfikowano szczątki Romana Grońskiego wśród ofiar pomordowanych przez organa bezpieczeństwa publicznego w latach 1945–1956, pochowanych w Kwaterze na Łączce przy murze cmentarnym Cmentarza Wojskowego na Powązkach w Warszawie. Identyfikację szczątków odnalezionych na kwaterze „Ł” przeprowadzono w ramach Projektu Poszukiwań Miejsc Pochówku i Identyfikacji Ofiar Totalitaryzmów Polskiej Bazy Genetycznej Ofiar Totalitaryzmów.
Został pochowany na Cmentarzu Wojskowym na Powązkach w Warszawie w Panteonie – Mauzoleum Wyklętych-Niezłomnych.

## Order
Postanowieniem prezydenta Lecha Kaczyńskiego z 15 listopada 2007 r., w 59. rocznicę skazania przez Wojskowy Sąd Rejonowy w Warszawie na karę śmierci siedmiu „Żołnierzy Wyklętych, został za wybitne zasługi dla niepodległości Rzeczypospolitej Polskiej odznaczony Krzyżem Komandorskim Orderu Odrodzenia Polski.